# Puritanical Euphoric Misanthropia
Puritanical Euphoric Misanthropia är ett musikalbum av black metal-bandet Dimmu Borgir. Albumet gavs ut av Nuclear Blast Records 2001.

## Låtlista
1. "Fear and Wonder" – 2:48
2. "Blessings upon the Throne of Tyranny" – 5:19
3. "Kings of the Carnival Creation" – 7:45
4. "Hybrid Stigmata - The Apostasy" – 6:57
5. "Architecture of a Genocidal Nature" – 6:08
6. "Puritania" – 3:01
7. "IndoctriNation" – 5:57
8. "The Maelstrom Mephisto" – 4:41
9. "Absolute Sole Right" – 6:24
10. "Sympozium" – 5:12
11. "Perfection or Vanity" – 3:27

Bonusspår
- "Burn in Hell" (Twisted Sister-cover) – 5:05

- Text: Mustis (spår 1), Silenoz (spår 2–4, 6–9), Shagrath (spår 5, 11), ICS Vortex (spår 10), Morten Lunde (spår 6)
- Musik: Mustis (spår 1, 3, 4, 7–10), Silenoz (spår 2–5, 7–10), Galder (spår 2, 8), Shagrath (spår 2–10), Archon (spår 8)

## Medverkande
Musiker (Dimmu Borgir-medlemmar)
- Shagrath (Stian Tomt Thoresen) – sång, keyboard
- Silenoz (Sven Atle Kopperud) – rytmgitarr
- Galder (Thomas Rune Andersen Orre) – sologitarr
- Nicholas Barker – trummor, percussion
- Vortex (Simen Hestnæs aka ICS Vortex) – basgitarr, sång
- Mustis (Øyvind Johan Mustaparta) – keyboard, piano, sampling

Bidragande musiker
- Charlie Storm – sampling (spår 8)
- Medlemmar ur Göteborgs Symfoniker:
  - Thord Svedlund – violin
  - Bertil Lindh – violin
  - Henrik Edström – viola
  - Grzegorz Wybraniec – cello
  - Nils Edin – viola
  - Annika Hjelm – violin
  - Per Enoksson – violin
  - Annica Kroon – violin
  - Nicola Boruvka – violin
  - Catherine Claesson – violin
  - Bo Eklund – kontrabas
  - Per Högberg – viola
  - Johan Stern – cello
- Gaute Storås – dirigent

Produktion
- Dimmu Borgir – producent
- Fredrik Nordström – producent, mixning, ljudtekniker
- Jan Banan – ljudtekniker
- Peter In de Betou – mastring
- Thomas Ewerhard – omslagsdesign
- Alf Børjesson – omslagsdesign, illustration